# Đorđe Despotović
Đorđe Despotović (serbisch-kyrillisch Ђорђе Деспотовић, * 4. März 1992 in Loznica) ist ein serbischer Fußballspieler.

## Karriere
Đorđe Despotović begann seine Karriere beim FK Spartak Subotica, von wo er 2013 zu Sporting Lokeren wechselte. Nach einem Jahr in Belgien wechselte er zum serbischen Spitzenklub Roter Stern Belgrad. 2015 wurde er an die kasachischen Erstligisten Schetissu Taldyqorghan und Kairat Almaty verliehen. Mit Kairat Almaty wurde er Vizemeister und gewann den kasachischen Pokal, dabei schoss er beide Tore im Finale gegen den FK Astana. 2016 wurde der Stürmer vom FK Astana verpflichtet.

## Erfolge
Kasachischer Meister: 2016, 2017